# عمر منصور

عمر منصور  ولد في 27 يناير 1958 في تونس العاصمة، هو قاضي وسياسي تونسي.

## السيرة الذاتية
زاول عمر منصور تعليما في سلك القضاء، وهو متحصل على الإجازة في الحقوق وشغل خطة مساعد وكيل جمهورية بالمحكمة الابتدائية بتونس من سنة 1984 إلى سنة 1988، ثم أصبح قاضي مستشار بالمحكمة الابتدائية بجندوبة، ثم حاكم الناحية بقرنبالية، ثم مستشار بمحكمة الاستئناف بتونس. كما تم تكليفه بمأمورية بديوان وزير العدل سنة 1995. بين 2000 و2008، كان عميد قضاة التحقيق، وبين 2008 و2014 كان وكيل الجمهورية (مدعي عام) بالمحكمة الابتدائية بتونس 2. كان رئيس دائرة بمحكمة التعقيب حتى أغسطس 2015، تاريخ تعيينه في منصب والي أريانة. 

في 12 يناير 2016، عين وزيرا للعدل في حكومة الحبيب الصيد، وانتهت مهامه بتغيير الحكومة في 27 أغسطس من نفس السنة. ثم في 16 سبتمبر الموالي، عين في منصب والي تونس.

## مقالات ذات صلة
- وزارة العدل (تونس)